# Peplometus biscutellatus
Peplometus biscutellatus är en spindelart som först beskrevs av Simon 1887.  Peplometus biscutellatus ingår i släktet Peplometus och familjen hoppspindlar. Inga underarter finns listade i Catalogue of Life.